# 프란치스코 교황: 맨 오브 히스 워드
《프란치스코 교황: 맨 오브 히스 워드》(영어: Pope Francis: A Man of His Word)는 프랑스에서 제작된 빔 벤더스 감독 겸 각본의 메가폰을 잡은 2018년 다큐멘터리 영화이다. 교황 프란치스코가 출연하였으며 이 영화는 2013년 3월 13일부터 현재까지 재위한 교황 프란치스코가 실제 모델으로 나온 영화이며 이탈리아 내의 작은 나라인 바티칸 시국에 관련 된 영화이다.

## 출연
- 교황 프란치스코